# Serixia cinereotomentosa
Serixia cinereotomentosa är en skalbaggsart som beskrevs av Stefan von Breuning 1958. Serixia cinereotomentosa ingår i släktet Serixia och familjen långhorningar. Inga underarter finns listade i Catalogue of Life.